# 布利格峰
46°55′05″N 10°47′11″E / 46.91806°N 10.78639°E

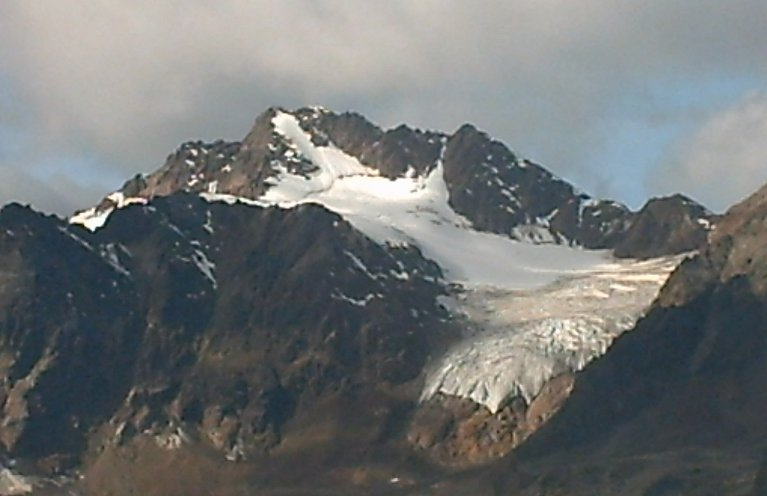

布利格峰（德語：Bliggspitze），是奧地利的山峰，位於該國西部，由蒂羅爾州負責管轄，屬於奧茲塔爾阿爾卑斯山脈的一部分，海拔高度3,454米，人類在1874年9月24日首次登頂。